# Харисон Афул
Харисон Афул (енгл. Harrison Afful; Тема, 24. јул 1986) професионални је фудбалер из Гане који игра као бек за Шарлот и репрезентацију Гане. Осим за Шарлот, Афул је наступао за Академију Фајенорд, Есперанс и Коламбус Кру а провео је једно време на позајмици у Асанте Котоку.
Афул је прошао кроз омладински тим Академије Фајенорд, проводећи своје прве две професионалне сезоне у сениорском тиму. Потом је прешао на позајмицу у Асанте Котоко, провевши две сезоне у тиму где је освојио Премијер лигу Гане у сезони 2007–08. Након четири године професионалног фудбала, Афул је по први пут напустио Гану да би се придружио Есперансу у туниској првој лиги. Играо је наредних шест сезона за Есперанс, наступајући за клуб више од 180 пута. Есперанс је освојио четири титуле првака током Афуловог играња за тим, појавио се у три финала КАФ Лиге шампиона коју је и освојио 2011. Афул је постигао један гол током тог двомеча у финалу. У лето 2015, Афул се преселио у Сједињене Државе и потписао за Коламбус, где је помогао клубу да стигне до освајања МЛС купа у својој првој сезони.
За репрезентацију Гане је дебитовао на Афричком купу нација 2008. године, на којем је допринео да Гана освоји треће место на турниру. Наступио је за Црне Звезде на још четири АФКОН турнира где је био другопласирани 2010. и 2015. године. Позван је у тим Гане за Светско првенство у фудбалу 2014 и играо је на две утакмице током турнира. Први пут је био капитен репрезентације у пријатељској утакмици против Конга 1. септембра 2015. године.

## Детињство
Рођен у Теми у Гани, Афул је одрастао 23 километра даље у Нунгуи. Своју љубав према фудбалу је стекао тако што је репрезентацију Гане гледао на телевизији.

## Клупска каријера

### Академија Фајенорд
Афул се придружио Академији Фајенорд након што га је као младића открио Сем Ардеј. Од омладинаца се попео до првог тима, наступивши 148 пута и постигао 11 голова у свим такмичењима за академију. Афул је 2008. године био на суђењу са Фајенордом, матичним клубом академије, али је после четири недеље пуштен без уговора. Такође је провео време тренирајући за Стабек, Хелсингборг и Мамелоди Сандаунс, али се вратио у Гану пошто није успео да склопи уговор.

### Позајмица Асанте Котоко
Након испадања Академије Фајенорд у прву дивизију Гане, Афул се вратио у Премијер лигу Гане уз позајмицу Асантеу Котоку. Овај потез је омогућен захваљујући клаузули у уговору Јордана Опокуа. Годину раније га је купио Котоко, а његов уговор је омогућио Асантеу Котоку да изабере једног играча којег ће довести на позајмицу из академије. Они су то искористили тако што су изабрали Афулa.
Афул је импресионирао главног тренера Котока Башира Хејфорда својим наступом током пријатељског меча, што му је омогућило да се пробије у први тим након што се у почетку чинило да није био у Хејфордовим плановима. Дебитовао је у лиги за клуб и постигао гол у победи од 3:0 против Ол Блекса 2. децембра 2007. Афул је проглашен за најбољег играча лиге пошто је Асанте Котоко освојио титулу у Премијер лиги Гане 2007–08. По истеку првобитне једногодишње позајмице, вратио се на Академију Фајенорд и учествовао у вишеструким суђењима у Европи и Африци. Та суђења су се показала неуспешном, а Афул се вратио у Асанте Котоко на позајмицу у другој половини сезоне 2008–09. Током позајмице је постигао пет голова у 68 наступа у свим такмичењима. По истеку позајмице, Котоко је наводно започео разговоре о трајном трансферу, али није могао да постигне договор са академијом.

### Есперанс

#### 2009—2010: Почетак у Есперансу
Дана 25. августа 2009, Афул је званично потписао трогодишњи уговор са туниским клубом Есперанс Спортиве де Тунис (ЕСТ). Тренирао је са клубом пре званичне премијере и постигао је гол у пријатељској утакмици, чиме је убедио тим да потпишу уговор. Дебитовао је за ЕСТ 12. септембра, одигравши пуних 90 минута у победи од 4:0 над ЦС Сфаксијеном. Афул је постигао своја прва два гола за клуб у пролеће 2010. године, против Бизертина 28. априла и Хамам-Сусе 15. маја. Сезону је завршио са два гола из 23 наступа у свим такмичењима, док је Есперанс освојио своју другу узастопну титулу у туниској првој лиги.

#### 2010—2013: Успех у Лиги шампиона
У својој другој сезони у клубу, Афул није играо велику улогу у тиму. Појавио се 17 пута без постигнутог гола док је његов тим освојио своју трећу узастопну титулу првака, али је био у стартној постави у финалу купа Туниса када је Есперанс победио Етоил ду Сахел. Уместо тога, он је постао стални део тима на утакмицама КАФ Лиге шампиона 2010. Афул је дебитовао на турниру 16. јула 2010, наступивши у утакмици Групе А против Сетифа. Наставио је да се појављује у свакој утакмици турнира од групне фазе па надаље, помажући да ЕСТ дође до финала КАФ Лиге шампиона 2010. против Мазембеа . Афул је одиграо 90 минута у првој утакмици и поразу ЕСТ-а од 5:0. Постигао је гол у 24. минуту реванша, што је био његов први гол на такмичењу, али је ЕСТ успео само да одигра нерешено (1:1) и поражен је укупним резултатом. Током сезоне, Афул се појавио 31 пут у свим такмичењима и једном постигао гол.
Као и претходне сезоне, Афул је играо лоше у лигашким мечевима: појавио се у 16 лигашких мечева без голова, док је Есперанс стигао до четврте узастопне лигашке титуле. Са друге стране, у КАФ Лиги шампиона, Афул је поново играо главну улогу док је његов тим другу годину заредом прошао у континентално финале. Ушао је са клупе у првој утакмици финала КАФ Лиге шампиона 2011. године, заменивши Вајдија Буазија у 90. минуту ремија са Видад Казабланком. Афул је био у стартној постави у реваншу, играјући на позицији десног бека на Стадеу 7. новембар. У 22. минуту је упутио ударац левом ногом у горњи угао и постигао гол који је донео Есперансу победу од 1:0 и другу титулу Лиге шампиона у историји клуба. На основу освајања Лиге шампиона, Есперанс се квалификовао за Светско клупско првенство 2011. Афул је ушао са клупе у четвртфиналу против Ал Сада и почео меч за пето место против Монтереја. Играо је 31 пут у свим такмичењима и једном постигао гол током сезоне.
Иако је Афулов уговор са тимом истекао крајем јуна, он је 2. јула 2012. потписао трогодишње продужење уговора. Са решеном ситуацијом у вези са уговором, дошли су и голови у лигашким мечевима где је постигао голове против Зарзиса 21. новембра, Каируана 8. децембра и Клуба Африка 31. марта 2013. Афул је поново одиграо виталну улогу за ЕСТ у Лиги шампиона, помажући тиму да се пласира у своје треће узастопно финале против Ал Ахлија. Одиграо је 73 минута у првој утакмици финала КАФ Лиге шампиона 2012. године, помажући тиму да оствари нерешен резултат 1:1, али је суспендован у реваншу због жутих картона. Афул није могао да помогне свом тиму и ЕСТ је изгубио реванш резултатом 2:1. Током сезоне је наступио 28 пута у свим такмичењима и постигао три гола.

#### 2013—2015: Завршне сезоне
Сезона 2013–14 била је најактивнија сезона у Афуловој каријери до сада: наступио је у рекордних 38 мечева у свим такмичењима и постигао шест голова. У лигашким мечевима је постигао два гола пре почетка године, Стаде Тунисиена 3. новембра и ЛПС Тозеура 25. децембра. Наставио је своју добру форму након што је ангажован нови тренер Руд Крол, када је постигао гол у реваншу против Тунисиена 15. фебруара. Афул је потом постигао гол за победу против Сфаксиена 2. априла, помажући Есперансу да освоји своју четврту лигашку титулу у пет сезона у клубу. Додао је још десет наступа у КАФ Лиги шампиона 2013, али је ЕСТ поражен од Орландо Пајратса у полуфиналу чиме је тиму онемогућен четврти узастопни пролаз у финале. Афул је затим играо и у КАФ Лиги шампиона 2014. постигавши голове у првом и другом колу квалификација, помажући ЕСТу у победама над Гор Махијом и Реал Бамаком.
Према извештајима из медија, у априлу 2014, Олимпик из Марсеља је био заинтересован да доведе Афула у њихове редове. Француски клуб је наводно тражио да потпише са Афулом пре него што је почело Светско првенство у фудбалу 2014, у покушају да задржи његову цену. Међутим, након сезоне, ЕСТ је најавио да Афул може да напусти клуб тек након Светског првенства. Наставио је да привлачи интересовање и након Светског првенства, са 13 европских клубова који су били заинтересован за њега. Међутим, Ал Вахда из Уједињених Арапских Емирата је победио у трци. Подвргнут је лекарском прегледу, али је клуб отказао уговор након што је ЕСТ прекинуо комуникацију и тако се Афул вратио у ЕСТ.
Након што је сваки потенцијални трансфер током лета пропао, Афул се вратио у Тунис да би започео сезону 2014–15. Дана 31. августа, у мечу у гостима код Бизертина, постигао је два гола и помогао ЕСТу да оствари победу од 3:1. Афул неће поново постићи гол до краја сезоне, а Есперанс је завршио трећи у лигашком такмичењу, што је њихов најгори резултат у лиги током Афуловог боравка у клубу. Пошто му је уговор истекао крајем јуна 2015. године, причало се да ће поново потписати двогодишњи уговор са тимом. У последњем месецу свог уговора, два пута се појавио на Купу Конфедерације КАФ 2015. Међутим, Афул и клуб нису могли да се договоре око новог уговора, па је отишао после шест сезона, 183 наступа и 17 голова са ЕСТом.

#### Случај ФИФА
Након његовог одласка из Туниса крајем јуна 2015, Афулу нису исплаћене преостале плате и бонуси које му клуб дугује. Поднео је тужбу ФИФА-и због тога, а у мају 2016. организација је стала на страну Афула. ФИФА је наложила Есперансу да исплати преостали новац у року од месец дана од дана доношења одлуке; ако то не ураде, изгубили би шест бодова у лиги на старту. ФИФА је такође одлучила да ће, ако се не исплати сума, ЕСТ испасти у другу дивизију тунишке лиге. Клуб је платио и казну "у десетинама хиљада швајцарских франака ФИФА-и".

### Коламбус Кру

#### 2015—2016: Почетне године у Коламбусу
Након што му је уговор са ЕСТом истекао крајем јуна, Афул се придружио МЛС клубу Коламбус Кру. Клубу га је препоручио бивши репрезентативац Гане Џо Адо, који је играо заједно са главним тренером Круа Грегом Берхалтером 1990-их. Иако је трансфер најављен 30. јула 2015, Афул се придружио тиму тек након што је добио визу и због тога је морао да сачека да дебитује у клубу до 19. августа. Прву утакмицу је одиграо у ремију 2:2 са Њујорк Ситијем, играјући 60 минута пре него што га је заменио Хектор Хименез. Афул је пропустио само неколико мечева док је наступао са репрезентацијом али се вратио да започне сваку утакмицу и помогне тиму у освајању МЛС купа 2015. Против Портланд Тимберса у финалу, одиграо је пуних 90 минута и добио жути картон а Коламбус је поражен резултатом 2:1. Афул је одиграо 14 наступа у својој првој сезони у Коламбусу, а 7. децембра је клуб откупио опцију уговора.
Причало се да ће Афул напустити тим уочи почетка сезоне 2016, а медији из његове родне Гане су тврдили да ће се придружити турском Мерсину Идману Јурдуу када му уговор истекне крајем 2015. Међутим, до трансфера није дошло и он се вратио у Коламбус. Афул је поново пропустио неколико утакмица због репрезентације, али је успео да постигне свој први МЛС гол у сезони у 54. минуту утакмице против Торонта 13. јула. Постигао је још два гола у последњем месецу сезоне, победоносни гол у утакмици против Чикаго Фајера 1. октобра и још један гол у поразу од Њујорк Ред Булса у задњем колу 16. октобра. Он је добио црвени картон у ремију 1:1 са Ди си јунајтедом 16. јула, али је лига два дана касније повукла тај картон. Афул је сезону завршио са три гола и три асистенције у 30 наступа.

#### 2017—2019: Повреде и проблеми у клубу
Година 2017. за Афула је била поремећена повредама: раздеротина колена у марту, пресечен нерв на руци у априлу, истегнуће бутине крајем лета, и угануће стопала у октобру. Иако није постигао гол током регуларне сезоне, успео је да се упише у стрелце у плеј-офу МЛС купа 2017. У првој утакмици полуфинала конференције против Њујорк Ситија, Афул је постигао погодак у трећој минути надокнаде и донео Коламбусу победу од 4:1; тај гол је на крају био пресудан у двомечу пошто је Коламбус прошао у финале конференције са укупним резултатом 4:3. Завршио је сезону са једним голом из 29 наступа и поново је опцију продужавања уговора.
Афул се вратио следеће године са два гола и шест асистенција у укупно 35 наступа. У једном периоду од три утакмице у јулу и августу, имао је асистенцију у сваком мечу и помогао Коламбусу да оствари три узастопне победе. Афул је био трећи у тиму по броју шутева на гол, иза Гјасија Зардеса и Педра Сантоса, али је постигао само два гола: против Сан Хозе ертквејкса у априлу и Њујорк Ситија у септембру. Додао је асистенцију у нокаут рунди плеј-офа МЛС купа 2018. године, и тиме помогао Колумбусу у победи над Ди си јунајтедом.
Након једне године без повреда, Афул је био ограничен на само 24 наступа у свим такмичењима током 2019. На домаћем мечу против Атланта јунајтеда 30. марта, сударио се са земљаком Џонатаном Менсахом и задобио фрактуру вилице. Афул је пропустио једанаест мечева због повреде. Вратио се 11. јуна и дебитовао на УС Опен Купу у победи над Питсбург Риверхаундсима. Иако није постигао гол у тој години, Афул је имао две асистенције у периоду од три меча у августу. Његов уговор је истекао након те сезоне, и екипа објавила да су две стране још увек у преговорима; девет дана касније, две стране су се међусобно договориле да Афул остане у клубу са новим уговором.

#### 2020—2021: Трофеји са тимом
У првој сезони под новим уговором, Афул се појавио у обе утакмице за екипу пре него што је сезона 2020. прекинута због пандемије Ковид 19. Након наставка сезоне, три пута је наступио на МЛС турниру пошто је Коламбус елиминисан у осмини финала од Минесоте јунајтед. Афул је затим одиграо све осим једне утакмице током преосталог дела регуларне сезоне, постигавши гол у поразу од Орландо Ситија резултатом 2:1 4. новембра. У плеј-офу МЛС купа 2020, почео је сваку утакмицу у стартној постави и дошао је други пут до финала такмичења. Против Сијетл Саундерса у финалу, имао је асистенцију Лукасу Зеларајану код победничког гола у победи од 3:0. Афул је постигао један гол у укупно 26 наступа у сезони и освојио свој први трофеј од доласка у Колумбус 2015. Након те сезоне, екипа је откупила опцију из његовог уговора, обезбеђујући његов повратак за седму сезону у Коламбусу.
У својој последњој сезони са тимом, Афул је одиграо 30 наступа у свим такмичењима 2021. године. Пропустио је први меч сезоне, утакмицу КОНКАКАФ Лиге шампиона против Реал Естелија, након што је пријављено да је задржан због протокола Ковид 19, али се вратио да игра против истог тима недељу дана касније. Афул је био део стартне поставе током јесени где је имао две асистенције, али је и добио црвени картон у ремију са Синсинатијем у јулу. Ушао је са клупе на утакмици купа шампиона 2021, и тако помогао екипи да победи Круз Азул и освоји свој други трофеј током његовог боравка у клубу. Међутим, екипа је купила Афуловог намераваног наследника током летњег прелазног рока, а након што је доживео угануће колена почетком октобра, Стивен Мореира је преузео Афулово место у стартној постави. На крају сезоне, Афулу је истекао уговор и две стране су споразумно раскинуле уговор. Одиграо је 188 утакмица и постигао седам голова током седам сезона са екипом. Афул је био незаштићен на драфту за проширење МЛС-а 2021.

### Шарлот
Након што је напустио Коламбус, Афул је 17. децембра 2021. потписао уговор са још једним МЛС клубом, Шарлот. Потписао је једногодишњи уговор са клупском опцијом откупа за наредну сезону.
Дана 30. октобра 2023., Шарлот је објавио да је одбио Афулову уговорну опцију за 2024.

## Репрезентативна каријера
Афул је дебитовао у репрезентацији Гане до 20 година, појавио се шест пута и постигао гол за екипу. Међутим, борио се да обезбеди место у тиму после 2006. године, а касније је рекао да „његови неуспешни покушаји у јуниорским репрезентацијама [нису] резултат његовог лошег учинка“.

### Дебитовање за сениорски тим и АФКОН турнири
Афул је дебитовао за сениорску репрезентацију на Афричком купу нација 2008. Није био именован у прелиминарни тим од 40 играча, али га је тренер Клод Ле Рој накнадно позвао у тим који је учествовао на турниру. Афул је свој први меч за сениорски национални тим одиграо 9. фебруара у мечу за треће место, ушавши као замена у 89. минуту у победи над Обалом Слоноваче резултатом 4:2. Иако је Ле Рој поднео оставку у мају 2008, Афул је наставио да добија позиве под вођством Селаса Тетеа и новог селектора Милована Рајевца: појавио се 10 пута у квалификацијама за Светско првенство у фудбалу 2010. године, помажући Црним звездама да се квалификује за финални турнир. Потом је позван на Афрички куп нација 2010, и иако је Гана успела да се пласира у финале турнира, он није одиграо ни један минут. Афул је изостављен из тима Гане за Светско првенство 2010, не успевши чак ни да уђе у прелиминарни списак Црних звезда. Након што је наступио против Јужне Африке у пријатељској утакмици у августу, Афул није одиграо ниједну утакмицу скоро две године.

### Припрема за Светско првенство 2014
Афул је опозван у национални тим у јуну 2012, пошто га је Џејмс Квеси Апија довео за квалификације за Светско првенство 2014. против Лесота и Замбије. Након што се само два пута појавио у квалификацијама, Афул је позван у тим Гане за Афрички куп нација 2013. заједно са својим клупским саиграчем Емануелом Клотијем. Афул се појавио пет пута на турниру и одиграо 90 минута у плеј-офу за треће место пошто су Црне звезде поражене од Малија са 3:1.
Дана 12. маја 2014, Афул је именован у прелиминарни тим Гане од 30 људи за Светско првенство у фудбалу 2014. Тренер Џејмс Квеси Апија га је потом 2. јуна именовао у екипу која је путовала на првенство. Афул је одиграо две утакмице пошто је Гана елиминисана у групној фази. Током турнира је имао једну асистенцију у ремију против будућег светског шампиона Немачке 21. јуна.

### Успех у АФКОН-у и неуспех у квалификацијама за Светско првенство
Након што се појавио у свих шест мечева у квалификационом циклусу за Куп Афричких нација у Гани 2015, Афул је именован у тим за завршни турнир 7. јануара 2015. Појављивао се у сваком мечу на турниру, помажући Црним звездама да дођу до финала против Обале Слоноваче. Афул је постигао погодак у извођењу пенала као осми извођач, али је Гана поражена резултатом 9:8 у ударцима са беле тачке; по други пут је са националним тимом завршио као вицешампион АФКОН-а. Касније те године, Афул је први пут био капитен Гане, доводећи тим до победе од 3:2 над Конгом 1. септембра. Вратио се у тим за АФКОН две године касније, изборивши место у тиму Гане за Афрички куп нација 2017. Афул је играо сваки минут на турниру, помажући Гани да заузме четврто место након што је тим изгубио од Буркине Фасо у мечу за треће место.
Иако се Гана појавила на три узастопна светска првенства, Црне звезде нису успеле да се квалификују за Светско првенство у фудбалу 2018 у Русији. Афул се појавио шест пута у квалификацијама, укључујући четири меча у трећој рунди квалификација, пошто је Гана заузела треће место у својој групи није се квалификовала за Светско првенство први пут од 2002. године. У јесен 2018. вратио се у тим Гане по први пут након неуспеха у квалификацијама и два пута је наступио на Афричком купу нација 2019. у квалификацијама када су Црне звезде обезбедиле место на финалном турниру. Афул није био уврштен у списак Гане за турнир пошто је имао повреду коју је задобио на клупском нивоу.

## Статистика каријере

### Клубови
Ажурирано 10. октобра 2022. 
| Клуб                      | Сезона            | Лига               | Лига  | Лига | Куп   | Куп  | Континентално | Континентално | Остало | Остало | Укупно | Укупно |
| Клуб                      | Сезона            | Лига               | Наст. | Гол. | Наст. | Гол. | Наст.         | Гол.          | Наст.  | Гол.   | Наст.  | Гол.   |
| ------------------------- | ----------------- | ------------------ | ----- | ---- | ----- | ---- | ------------- | ------------- | ------ | ------ | ------ | ------ |
| Академија Фајенорд        | 2005.             | Прва лига Гане     | 0     | 0    | —     | —    | —             | —             | 0      | 0      | 0      | 0      |
| Академија Фајенорд        | 2006/07.          | Прва лига Гане     | 0     | 0    | —     | —    | —             | —             | —      | —      | 0      | 0      |
| Академија Фајенорд        | 2008.             | Прва дивизија Гане | 0     | 0    | —     | —    | —             | —             | —      | —      | 0      | 0      |
| Академија Фајенорд        | 2009.             | Прва дивизија Гане | 0     | 0    | —     | —    | —             | —             | —      | —      | 0      | 0      |
| Академија Фајенорд        | Укупно            | Укупно             | 0     | 0    | 0     | 0    | 0             | 0             | 0      | 0      | 148    | 11     |
| Асанте Котоко (позајмица) | 2007/08.          | Прва лига Гане     | 0     | 1+   | —     | —    | 3             | 0             | 1+     | 0+     | 0      | 0      |
| Асанте Котоко (позајмица) | 2008/09.          | Прва лига Гане     | 0     | 0    | —     | —    | 0             | 0             | 0      | 0      | 0      | 0      |
| Асанте Котоко (позајмица) | Укупно            | Укупно             | 0     | 1+   | 0     | 0    | 3             | 0             | 1+     | 0+     | 68     | 5      |
| Есперанс                  | 2009/10.          | Прва лига Туниса   | 18    | 2    | 1     | 0    | 0             | 0             | 4      | 0      | 23     | 2      |
| Есперанс                  | 2010/11.          | Прва лига Туниса   | 17    | 0    | 2     | 0    | 12            | 1             | —      | —      | 31     | 1      |
| Есперанс                  | 2011/12.          | Прва лига Туниса   | 16    | 0    | 0     | 0    | 13            | 1             | 2      | 0      | 31     | 1      |
| Есперанс                  | 2012/13.          | Прва лига Туниса   | 17    | 3    | —     | —    | 11            | 0             | —      | —      | 28     | 3      |
| Есперанс                  | 2013/14.          | Прва лига Туниса   | 27    | 4    | 1     | 0    | 10            | 2             | —      | —      | 38     | 6      |
| Есперанс                  | 2014/15.          | Прва лига Туниса   | 23    | 2    | 0     | 0    | 9             | 2             | —      | —      | 32     | 4      |
| Есперанс                  | Укупно            | Укупно             | 118   | 11   | 4     | 0    | 55            | 6             | 6      | 0      | 183    | 17     |
| Коламбус Кру              | 2015.             | МЛС                | 9     | 0    | 0     | 0    | —             | —             | 5      | 0      | 14     | 0      |
| Коламбус Кру              | 2016.             | МЛС                | 30    | 3    | 0     | 0    | —             | —             | —      | —      | 30     | 3      |
| Коламбус Кру              | 2017.             | МЛС                | 24    | 0    | 0     | 0    | —             | —             | 5      | 1      | 29     | 1      |
| Коламбус Кру              | 2018.             | МЛС                | 32    | 2    | 0     | 0    | —             | —             | 3      | 0      | 35     | 2      |
| Коламбус Кру              | 2019.             | МЛС                | 22    | 0    | 2     | 0    | —             | —             | —      | —      | 24     | 0      |
| Коламбус Кру              | 2020.             | МЛС                | 21    | 1    | —     | —    | —             | —             | 5      | 0      | 26     | 1      |
| Коламбус Кру              | 2021.             | МЛС                | 26    | 0    | —     | —    | 3             | 0             | 1      | 0      | 30     | 0      |
| Коламбус Кру              | Укупно            | Укупно             | 164   | 6    | 2     | 0    | 3             | 0             | 19     | 1      | 188    | 7      |
| Шарлот                    | 2022.             | МЛС                | 21    | 0    | 3     | 1    | —             | —             | —      | —      | 24     | 1      |
| Укупно у каријери         | Укупно у каријери | Укупно у каријери  | 303+  | 18+  | 9     | 1    | 61            | 6             | 26+    | 1+     | 611    | 41     |

1. ↑  Укључује утакмице у тунишком купу и У.С. Опен купу
2. 1 2  Детаљна статистика по сезони за овај клуб није позната.
3. ↑  Наступи на афричком купу конфедерација
4. ↑  Наступ у Сваг купу
5. ↑  Наступи на Купу шампиона Северне Африке
6. 1 2 3 4  Наступи у КАФ Лиги Шампиона
7. ↑  Наступи на Светском првенству за клубове
8. ↑  Шест наступа и један гол у КАФ Лиги шампиона, три наступа и један гол у Купу Конфедерације КАФ
9. ↑  Наступи у плеј-офу МЛС купа
10. ↑  Једно појављивање у МЛС нокаут фази, четири наступа у плеј-офу МЛС купа
11. ↑  Наступи у KОНKАKАФ Лиги шампиона
12. ↑  Наступ на МЛС Купу Шампиона

### Репрезентација
Ажурирано 18. новембра 2018. 
| Гана   |         |        |
| Година | Наступи | Голови |
| 2008   | 10      | 0      |
| 2009   | 7       | 0      |
| 2010   | 3       | 0      |
| 2011   | 0       | 0      |
| 2012   | 5       | 0      |
| 2013   | 14      | 0      |
| 2014   | 10      | 0      |
| 2015   | 14      | 0      |
| 2016   | 8       | 0      |
| 2017   | 11      | 0      |
| 2018   | 2       | 0      |
| 2019   | 0       | 0      |
| 2020   | 0       | 0      |
| 2021   | 0       | 0      |
| Укупно | 84      | 0      |

## Трофеји и награде (као играч)
Асанте Котоко
- Прва лига Гане: 2007/08.
- СВАГ Куп: 2008.
- Републички куп: 2008.

Есперанс
- Прва лига Туниса: 2009/10, 2010/11, 2011/12, 2013/14.
- Туниски куп: 2010/11.
- КАФ Лига шампиона: 2011.

Коламбус Кру
- МЛС куп: 2020.
- МЛС Куп Шампиона: 2021.

### Индивидуално
- КАФ тим године: 201.1[106]
- Играч године у Гани: 2015.[107]
- Афрички куп нација Тим турнира: 2015.[108]